# Jacques Bens
 (mai 2023).
Si vous disposez d'ouvrages ou d'articles de référence ou si vous connaissez des sites web de qualité traitant du thème abordé ici, merci de compléter l'article en donnant les références utiles à sa vérifiabilité et en les liant à la section « Notes et références ».
Jacques Bens, né le 25 mars 1931 à Cadolive (Bouches-du-Rhône) et mort le 26 juillet 2001 à Bédoin (Vaucluse), est un écrivain et poète français, membre de l'Oulipo.

## Biographie

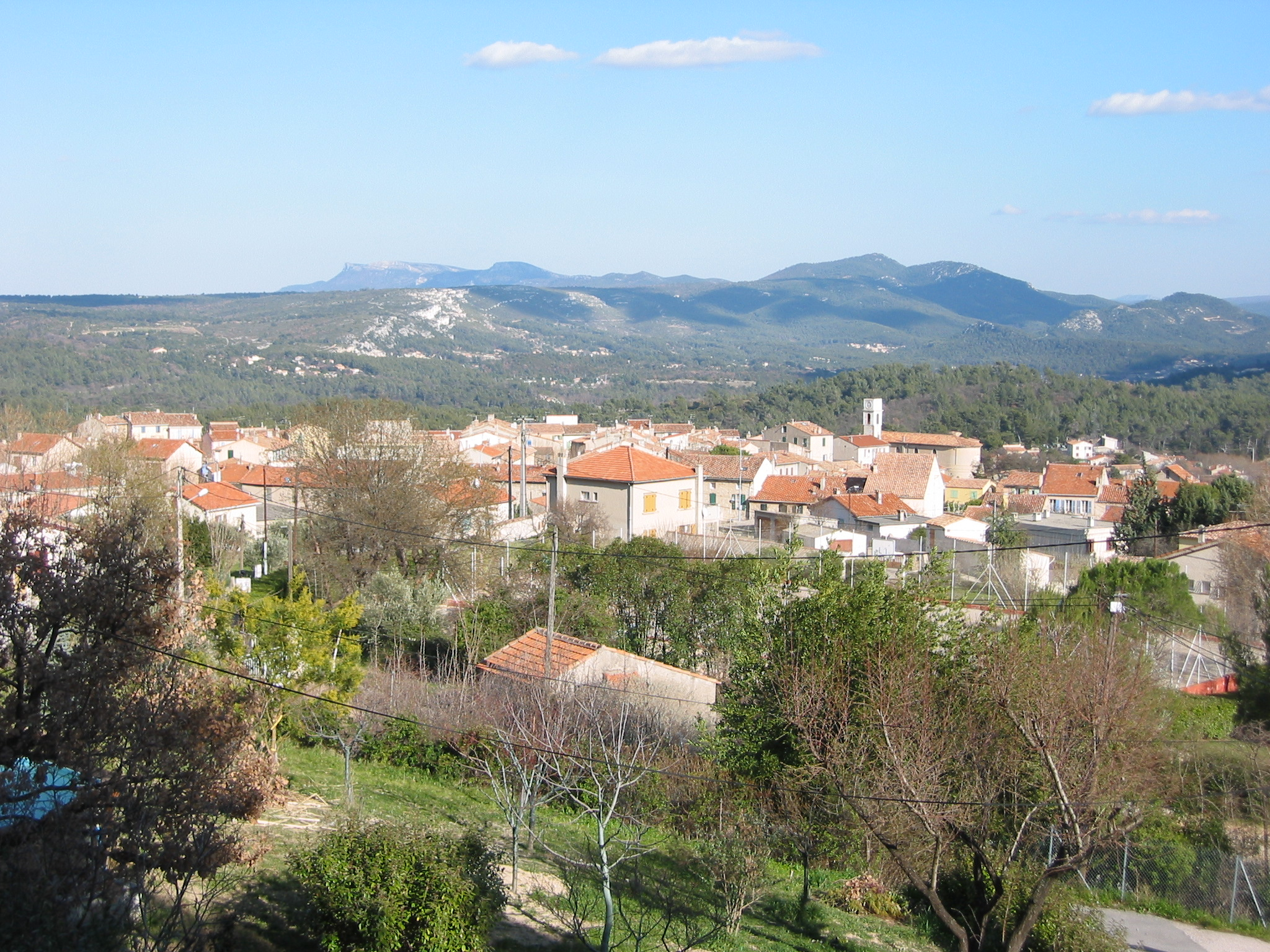
Cadolive, où est né Jacques Bens.

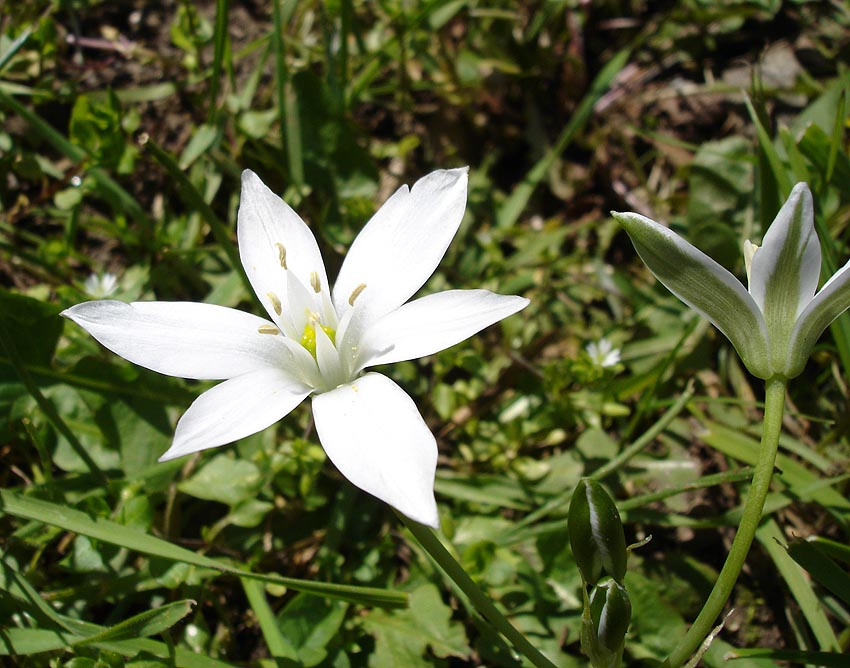
Ornithogalum umbellatum ou Dame d'onze heures, dont Jacques Bens a fait le titre d'un de ses livres en 1994.

Né de parents instituteurs à Cadolive, « dans un de ces vallons obscurs qui séparent la chaîne de l'Étoile du Regagnas […] quand la poussière des puits de mines en endeuillait encore les fleurs » (Les Dames d'onze heures, p. 40), Jacques Bens passe son enfance et sa jeunesse à Marseille, où ses études supérieures en zoologie se trouvent interrompues en 1951 pour raisons de santé. Il se marie à Madeleine Freinet, fille unique d'Elise et Célestin Freinet. Devenu le gendre de Célestin Freinet, il collabore à la coopération du Mouvement de l'École Moderne et travaille à la Coopérative de l'enseignement laïc (CEL).
Jacques Bens travaille de 1960 à 1963 sous la direction de Raymond Queneau à l'Encyclopédie de la Pléiade. Dataire du Collège de 'Pataphysique il est membre cofondateur de l'Oulipo, participe le 24 novembre 1960, avec Claude Berge, Jacques Duchateau, François Le Lionnais, Jean Lescure, Raymond Queneau et Jean Queval à la première de ses réunions, dont il est nommé définitivement secrétaire provisoire.
En 1963, Jacques Bens retourne dans les Alpes-Maritimes où il est chargé de divers travaux d'édition, puis des relations avec la presse du Théâtre de Nice (1972-1975). En 1975, il revient en région parisienne et s'installe dans une petite maison avec jardin à Limours (91) dans laquelle il écrira de nombreux recueils de nouvelles et recevra ses amis de l'Oulipo. Il participe au Panorama de France Culture de Jacques Duchateau ainsi qu'à d'autres émissions, comme celle de Bertrand Jérôme Des Papous dans la tête. Participe à la création du SELF Syndicat des Écrivains de Langue Française.
Entre 1980 et 1991, il est secrétaire général de la Société des gens de lettres. Il a longtemps tenu la rubrique des mots croisés de L'Express, de L'événement du jeudi et de Lire.
Lorsqu'il cède sa place de la Société des gens de lettres à Georges-Olivier Châteaureynaud, il repart dans le Sud et s'installe au pied du mont Ventoux, à Bédoin.

### Famille
Jacques Bens est le mari de Madeleine Freinet, fille de Célestin Freinet.

## Ouvrages
Jacques Bens a lui-même rassemblé ses livres sous différentes sections : « prose rimée » (poésies), « prose romanesque » (romans), « prose méditative » (réflexions), « prose didactique » (essais), « prose dramatique » (théâtre et radio) et « prose secrétariale » (séances de l'Oulipo). Il est également l'auteur de l'introduction du recueil des œuvres pédagogiques de son célèbre beau-père, Célestin Freinet. (Œuvres pédagogiques de Célestin Freinet, Seuil, 1994.)
« Prose rimée » (poésies)
- Chanson vécue, collection Métamorphoses, Gallimard, 1958, 104 p. (Prix Fénéon)
- 41 sonnets irrationnels, Gallimard, 1962
- Le Retour au pays, Gallimard, 1966
- Métagrammes, h. c., 1967
- Petites prophéties populaires, h. c., 1968
- Onzains incertains, texte autographié, Éditions de l'Orycte, Paris, 1978, 25 p.
- De l'Oulipo et de la Chandelle verte, poésies complètes, préface de Jacques Roubaud, édition de François Caradec, Gallimard, 2004  (ISBN 2070770311)

« Prose romanesque » (romans et nouvelles)
- Valentin, Gallimard, 1958
- La Plume et l'ange, Gallimard, 1959
- Sept jours de liberté, nouvelles, Gallimard, 1962
- La Trinité, Gallimard, 1965
- Adieu Sidonie, Gallimard, 1969
- Rouge grenade, Grasset, 1976  (ISBN 224600361X)
- Rendez-vous chez François, Bibliothèque oulipienne, 1979
- Le Pain perdu, avec vingt eaux-fortes de Proscynska, chez l'artiste, 1979; Julliard, 1995
- Cinq châteaux de cartes, col. Arc-en-Poche, Nathan, 1983 (Prix Jean Macé)
- Gaspard de Besse, Ramsay, 1986 (Goncourt du Récit historique)
- Nouvelles des enchanteurs, Ramsay, 1988  (ISBN 2-85956-685-6) (BNF 34943943)
- Nouvelles désenchantées, Seghers, 1990, 224 p. (Goncourt de la Nouvelle)  (ISBN 2232102637)
- Les Dames d'onze heures, Julliard, 1994, 168 p.  (ISBN 2260001041)
- La Belle Étoile, Atelier du Gué, 1997
- Lente sortie de l'ombre, Stock, 1998

« Prose méditative » (réflexions)
- Pense-bête, h. c., 1975
- La Cinquantaine à Saint-Quentin, Seghers, 1989
- Quarante-neuf questions pour essayer de comprendre le monde, Les Guère Épais, Plurielle, 1997
- 12 maximes fin de siècle, Atelier-Musée Livre & Typographie, s. d., 2000

« Prose didactique » (essais)
- Queneau, Bibliothèque idéale, Gallimard, 1962
- Guide des jeux d'esprit, Albin Michel, 1967
- Boris Vian, Présence littéraire, Bordas, 1976
- La Semence d'Horus (Contes de l'Égypte des Pharaons), Garnier Frères, 1979  (ISBN 2705002049)
- Ginkgo biloba, l'arbre aux quarante écus, SEMAPA, 1992
- Marcel Pagnol, Écrivains de toujours, Seuil, 1994

« Prose dramatique » (théâtre et radio)
- Les Frelons, d'après Aristophane, Comédie de Saint-Étienne, 1973
- Les Vaudois, France Culture, 1986
- Geoffroy Tête noire à Ventadour, Festival de la Luzège, 1987
- Une si jolie maison dans le soleil levant, Radio France, 1989
- La Guerre aux étangs, Festival de la Luzège, 1989

« Prose secrétariale » (séances de l'Oulipo).
- Oulipo, 1960-1963, Christian Bourgois, 1980 ; L'Oulipo, Genèse de l'Oulipo, 1960-1963, édition revue et augmentée, présentée par Jacques Duchateau, Le Castor Astral, 2005  (ISBN 2859205934)

Autres
- La cuisine en jeux, Zulma, 1998
- Mots croisés I et II, Zulma, 1999

Publication posthume
- Jacques Bens, textes inédits [Raymond Queneau et la littérature potentielle, Pour une potentialité nouvelle], dans Cahiers Raymond Queneau, Association des amis de Valentin Brû, éditions Calliopées, Clamart, 2011, p. 49-64

## Pour approfondir